# Filip Šebo
Filip Šebo (* 24. února[zdroj?] 1984, Bratislava) je bývalý slovenský fotbalový útočník a reprezentant. Po ukončení fotbalové kariéry se začal věnovat triatlonu.
Nejlepším střelcem slovenské ligy se stal v sezónách 2004/05 (22 gólů) a 2010/11 (opět 22 gólů).

## Klubová kariéra
V roce 2005 se jako hráč Artmedie Bratislava zúčastnil Ligy mistrů UEFA. 3. srpna 2006 přestoupil z rakouské Austrie Vídeň do skotského klubu Glasgow Rangers, kde v sezóně 2006/07 odehrál 24 zápasů, ve kterých vstřelil 2 góly. Po příchodu trenéra Smithe nedostával tolik příležitostí, proto se v srpnu 2007 domluvil na ročním hostování s francouzským prvoligovým klubem Valenciennes FC. V květnu 2008 přestoupil a stal se hráčem Valenciennes za odstupé 1,2 milionu eur.
V září 2010 se vrátil na Slovensko a upsal se na 2½ roku Slovanu Bratislava. Poslední zápas odehrál za bratislavský Slovan 15. září 2012 v 9. kole Corgoň ligy 2012/13 proti domácímu celku FC ViOn Zlaté Moravce. Poté se nedohodl na prodloužení smlouvy a trénoval s třetiligovým juniorským týmem Slovanu. Od ledna 2013 byl volným hráčem, zájem o něj projevil např. český klub SK Slavia Praha vedený trenérem Petrem Radou, ale tuto nabídku neakceptoval. V březnu 2013 odletěl do USA na zkoušky do nespecifikovaného klubu ze severoamerické ligy MLS. Poté na neurčito přerušil svou fotbalovou kariéru.
V prosinci 2014 odcestoval s týmem Slovanu Bratislava jako divák na utkání tohoto klubu proti SSC Neapol v základní skupině I Evropské ligy 2014/15 (hráno 11. 12. 2014).
V červenci 2015 trénoval s týmem FC Petržalka Akadémia z 5. slovenské ligy.
V létě 2015 začal za FC Petržalka Akadémia hrát (zadarmo). V týmu působil do roku 2016, poté se začal věnovat triatlonu.

## Reprezentační kariéra

### Mládežnické reprezentace
Působil v některých slovenských mládežnických reprezentacích.
Mistrovství Evropy U19 2002
V roce 2002 se zúčastnil Mistrovství Evropy hráčů do 19 let v Norsku, kde získal s týmem bronzové medaile po výhře nad Irskem 2:1 v souboji o 3. místo. Šebo vstřelil druhý gól prvního zápasu Slovenska v základní skupině 21. července proti Norsku a podílel se tak na fotbalové demolici soupeře v poměru 5:1. V dalším zápase Slovensko rozstřílelo český výběr 5:2, on sám vstřelil 2 branky. Třetí zápas slovenští mladíci prohráli 1:3 se Španělskem a postoupili do výše zmiňovaného souboje o třetí místo proti Irsku, zatímco vítěz skupiny Španělsko se kvalifikovalo rovnou do finále proti Německu.
Mistrovství světa U20 2003
Díky 3. místu z ME U19 2002 postoupilo Slovensko o rok později na Mistrovství světa hráčů do 20 let 2003 ve Spojených arabských emirátech, jehož se také zúčastnil (Slovensko prohrálo v osmifinále 1:2 po prodloužení s Brazílií).

### A-mužstvo
Při svém debutu za A-mužstvo Slovenska 15. srpna 2006 vstřelil hattrick v domácím přátelském utkání proti Maltě a rozhodl tak o vítězství 3:0. Ve svém druhém utkání (tentokrát již kvalifikačním) 2. září 2006 vstřelil dva góly Kypru, slovenský celek zvítězil v Bratislavě vysoko 6:1. V kvalifikaci na EURO 2012 vstřelil v základní skupině B jeden gól (26. března 2011 proti Andoře, výhra 1:0), Slovensko se umístilo s 15 body na konečné čtvrté příčce tabulky a na evropský šampionát nepostoupilo.

### Reprezentační góly
Góly Filipa Šeba v A-mužstvu Slovenska
| Gól | Datum        | Stadion                                   | Soupeř              | Skóre (min.) | Výsledek | Soutěž                   |
| --- | ------------ | ----------------------------------------- | ------------------- | ------------ | -------- | ------------------------ |
| 010 | 15. 8. 2006  | Tehelné pole, Bratislava, Slovensko       | Malta               | 01:0 0(31.)  | 3:0      | přátelský zápas          |
| 02  | 15. 8. 2006  | Tehelné pole, Bratislava, Slovensko       | Malta               | 02:0 0(75.)  | 3:0      | přátelský zápas          |
| 03  | 15. 8. 2006  | Tehelné pole, Bratislava, Slovensko       | Malta               | 03:0 0(90.)  | 3:0      | přátelský zápas          |
| 04  | 2. 9. 2006   | Tehelné pole, Bratislava, Slovensko       | Kypr                | 03:0 0(43.)  | 6:1      | kvalifikace na EURO 2008 |
| 05  | 2. 9. 2006   | Tehelné pole, Bratislava, Slovensko       | Kypr                | 04:0 0(49.)  | 6:1      | kvalifikace na EURO 2008 |
| 06  | 17. 11. 2010 | Tehelné pole, Bratislava, Slovensko       | Bosna a Hercegovina | 01:0 0(3.)   | 2:3      | přátelský zápas          |
| 07  | 26. 3. 2011  | Estadi Comunal, Andorra la Vella, Andorra | Andorra             | 00:1 0(21.)  | 0:1      | kvalifikace na EURO 2012 |